# Die Nacht der Generale
Die Nacht der Generale, auch bekannt als Die Nacht der Generäle (Originaltitel: The Night of the Generals), ist ein britisch-französischer Kriminal- und Kriegsfilm von Regisseur Anatole Litvak aus dem Jahr 1967. Er basiert auf dem gleichnamigen Roman von Hans Hellmut Kirst und wurde Ende Januar 1967 in London uraufgeführt. Der bundesdeutsche Verleihstart war am 7. März 1967.

## Handlung
1942 wird in Warschau eine Prostituierte ermordet. Der Abwehr-Offizier Grau übernimmt die Ermittlungen, da ein Zeuge einen deutschen General aus dem Zimmer des Opfers kommen sah. Die Indizien, die Grau zusammenträgt, belasten drei hohe Offiziere: General von Seydlitz-Gabler, Generalmajor Kahlenberg und Generalleutnant Tanz. Da alle drei etwas zu verbergen haben – nämlich den Mord, ein außereheliches Liebesverhältnis und die Mitarbeit an einem Umsturzplan –, sorgen die Generale dafür, dass Grau von dem Fall abgezogen und nach Paris „weggelobt“ wird.
Der Fall bleibt unter Verschluss, bis 1944 auch die drei Generale nach Paris beordert werden. Dort werden gerade Pläne zur Beseitigung Hitlers geschmiedet. Kahlenberg gehört zu den Verschwörern, während Seydlitz-Gabler unschlüssig ist. Tanz, der nichts von den Plänen weiß, ist dem Nazi-Führer gegenüber loyal. Der Gefreite Hartmann, Ordonnanz von General Tanz, wird zum Augenzeugen an einem zweiten Mord an einer Prostituierten in Paris. Der Mörder ist Tanz. Er fordert Hartmann auf zu desertieren, da sein Wort gegen das eines Generals nichts zählen werde. Grau untersucht den Mord und erkennt, dass er in der gleichen Art und Weise wie der Mord in Warschau begangen wurde. Er nimmt seine Ermittlungen wieder auf und entlarvt Tanz als Mörder. Bevor Grau ihn verhaften kann, kommt der 20. Juli 1944, das Attentat auf Hitler. Kurz danach konfrontiert Grau Tanz mit den Beweisen. Tanz erschießt den Ermittler und stellt ihn als einen der Verschwörer hin.
Lange nach Kriegsende wird 1965 in Hamburg wiederum eine Prostituierte ermordet. Der französische Interpol-Beamte Morand nimmt sich des Falles an. Er handelt aus Dankbarkeit Grau gegenüber, der in der Besatzungszeit seine Kontakte zur Résistance nicht gemeldet hatte. Bei einer Wiedersehensfeier alter Nazis konfrontiert Morand Tanz mit seinen Ermittlungsergebnissen. Als Morand Hartmann als seinen Zeugen präsentiert, geht Tanz in einen Nebenraum und erschießt sich.

## Hintergrund
Alexandre Trauner, Oscar-prämiert für Das Appartement (1961), war für die Ausstattung zuständig. Der aus Polen stammende spätere Regisseur Andrzej Żuławski kam als Regieassistent zum Einsatz.
Die Filmgestalt des Generalleutnants Tanz orientiert sich an Paul Hausser, der als SS-Oberst-Gruppenführer und Generaloberst der Waffen-SS nach dem Attentat vom 20. Juli 1944 den Putsch der Generale in Frankreich unterdrückte und genauso wie der Filmgeneral Tanz nach dem Krieg eine Zeitlang in Haft saß und nach seiner Freilassung eine führende Rolle in den Veteranenverbänden der Waffen-SS spielte.

## Kritiken
Die film-dienst merkte an, Anatole Litvaks Film wolle „psychologische Studie, Zeiterhellung und Restaurationskritik sein“ und gleichzeitig „Verschwörungskonflikte (20. Juli) und Gewissensnöte schildern“, ohne jedoch „auf Melodramatik, kriminalistischen Reiz und erotischen Kitzel […] verzichten“ zu wollen. Auf diese Weise ende Die Nacht der Generale „in der Kolportage“ und sei nur in bestimmten Szenen „[w]irklich beklemmend“, so beispielsweise bei der „Vernichtung eines Wohnviertels in Warschau“. Der Filmzeitschrift Cinema zufolge habe die Romanverfilmung „leider Längen“. Statt sich mit „Massenvernichtung und Faschismuskritik, Psychostudie plus Krimihandlung“ als Regisseur zu übernehmen, „hätte [Litvak] sich fokussieren müssen“. Das Fazit lautete: „Ambitioniert, aber völlig überfrachtet.“
Auch der Evangelische Filmbeobachter hielt nicht viel von Die Nacht der Generale. Herausgekommen sei ein „[a]ufwendig gedrehter Kriminalfilm über einen mädchenmordenden deutschen General“, der dem Zuschauer „weder ein Zeitbild noch eine psychologische Studie […] bieten“ könne und dessen „Unterhaltungswert trotz großer Besetzung dürftig“ sei.

## Auszeichnungen
Peter O’Toole erhielt für seine Leistung einen David di Donatello als bester ausländischer Darsteller.

## Synchronisation
Die deutsche Synchronfassung entstand bei der Ultra Film Synchron GmbH, München.
| Rolle                                | Darsteller          | Synchronsprecher   |
| ------------------------------------ | ------------------- | ------------------ |
| Generalleutnant Tanz                 | Peter O’Toole       | Sebastian Fischer  |
| Major Grau                           | Omar Sharif         | Michael Chevalier  |
| Gefreiter Hartmann                   | Tom Courtenay       | Joachim Ansorge    |
| Generalmajor Kahlenberg              | Donald Pleasence    | Wolfgang Büttner   |
| Ulrike von Seydlitz-Gabler           | Joanna Pettet       | Heidi Treutler     |
| Inspektor Morand                     | Philippe Noiret     | Holger Hagen       |
| General von Seydlitz-Gabler          | Charles Gray        | Wolf Ackva         |
| Eleonore von Seidlitz-Gabler         | Coral Browne        | Carola Höhn        |
| Oberst Sandauer                      | John Gregson        | Heinz Petruo       |
| Otto                                 | Nigel Stock         | Benno Hoffmann     |
| Generalfeldmarschall Erwin Rommel    | Christopher Plummer | Paul Klinger       |
| Liesowski                            | Yves Brainville     | Benno Sterzenbach  |
| Arzt                                 | Sacha Pitoëff       | Alexander Allerson |
| Wionczek                             | Charles Millot      | Holger Kepich      |
| Oberst                               | Raymond Gérôme      | Wolf Petersen      |
| Kopatski                             | Pierre Mondy        | Willy Friedrichs   |
| Raymonde                             | Nicole Courcel      | Marianne Mosa      |
| Von Stauffenberg                     | Gérard Buhr         | Herbert Weicker    |
| Hauser                               | Michael Goodliffe   | Erich Ebert        |
| Oberst Mannheimer                    | Patrick Allen       | Manfred Andrae     |
| General Carl-Heinrich von Stülpnagel | Harry Andrews       | Erik Jelde         |